# Erik Magnusson (journalist)
Erik Mikael Magnusson, född 29 november 1956, är en svensk journalist.
Magnusson är politisk reporter på Sydsvenskan i Malmö och författare till ett tiotal böcker.
Han har vunnit Föreningen Grävande Journalisters pris Guldspaden tre gånger, 1994, 1998 och 2000, för god undersökande journalistik.